# Николчо Николовски
Николчо Николовски (на македонска литературна норма: Николчо Николовски) е съдия от Северна Македония.

## Биография
Роден е на 14 декември 1955 година в столицата на Народна република Македония Скопие. Завършва Юридическия факултет на Скопския университет в 1980 година. Работи како юрисконсулт в скопския хандбален клуб „Македония спорт“ от 1982 до 1985 година, а в 1985 - 1986 година е секретар на вестник „Млад борец“. В 1986 година полага правосъден изпит в Скопие. От 1986 до 1989 година е директор на сектора за юридически, общи и кадрови въпроси в хандбален отбор „Цървена звезда“. От 1989 година е директор на сектора за юридически, общи и кадрови въпроси в „Макошпед“ АД в Скопие, където е член на Съвета на директорите. В 2000 година е избран за заместник-член на Държавната изборна комисия.
На 11 юли 2002 година е избран за съдия във Върховния съд на Република Македония. В 2002 година е избран за член на Държавната изборна комисия от квотата на върховните съдии. Член е на Управителния съвет на Сдружението на юристите в областта на икономиката на Република Македония три мандата - от 1992, 1996 и 2000 година. В периода от 1988 до 1992 година е секретар на председателството на Съюза на сдруженията на юристите на Македония.